# جلوبال أليانس للفنادق
تأسست جلوبال أليانس للفنادق (GHA) في عام 2004 ، وبناءً على نموذج تحالف شركات الطيران ، تدعي أنها أكبر تحالف في العالم للعلامات التجارية الفندقية المستقلة. تستخدم GHA منصة تقنية مشتركة للعلامات التجارية الأعضاء بها ، وتدير برنامج ولاء متعدد العلامات التجارية ، ديسكفري ، والذي تدعي أنه يضم أكثر من 5 ملايين عضو. العلامات التجارية الأعضاء في GHA حاليًا هي: أنانترا ، سلسلة أرت ، أفاني ، كورينثيا ، مجموعة دوييال ، فرست ، GLO ، المجموعة الفردية ، كمبينسكي ، لييلا ، مجموعة لونجورنو ، ماركو بولو ، مجموعة مورينتيا ، ميدان للفنادق والضيافة ، موكارا ، أومني ، بان باسيفيك ، تضم مجموعة بارك رويال و بير أكييوم و QT و رايديجيس و ريكسوس و شذا و تانجرام و ثون و تيريفولي و أولترا ترافيل 550 فندقًا فخمًا وفاخرًا مع أكثر من 110.000 غرفة في 76 دولة مختلفة.